# Скворцов, Александр Николаевич
Александр Николаевич Скворцов (10 (22) июля 1835—28 января (10 февраля) 1905) — русский генерал от артиллерии.

## Биография
Родился 10 (22) июля 1835 года в семье георгиевского кавалера, генерал-майора Николая Петровича Скворцова (1765—1838). Согласно воспоминаниям Веры Келдыш, в семье была легенда, что во время Кавказской войны Николай Петрович Скворцов был тяжело ранен, и за ним ухаживала грузинка, на дочери которой он и женился. По другим сведениям он был женат на Марии Ивановне Ушаковой (1799—1887).
В 1854 году окончил 1-й кадетский корпус; участвовал в Крымской войне.
С 1867 года — капитан гвардии, с 1870 — полковник. Участвовал в русско-турецкой войне 1877-1878 гг. С 14 апреля 1878 по 27 февраля 1879 года командовал 13-й резервной артиллерийской бригадой, с 29 июля 1879 года — артиллерийской бригадой 41-й пехотной дивизии, а с 27 мая 1882 года — артиллерийской бригадой 24-й пехотной дивизии; 30 августа 1882 года был произведён в генерал-майоры. Весной 1883 года назначен командиром сформированной артиллерийской бригады 23-й пехотной дивизии. С 8 ноября 1885 года он командовал артиллерийской бригадой 1-й гвардейской пехотной дивизии.
С 17 декабря 1890 года он — начальник артиллерии 4-го армейского корпуса; 30 августа 1892 года произведён в генерал-лейтенанты. С 4 февраля 1893 года А. Н. Скворцов  — начальник артиллерии 3-го армейского корпуса; с 19 января 1898 года — 20-го армейского корпуса.
Уволен в отставку с производством в генералы от артиллерии 24 июля 1900 года.
Умер 28 января (10 февраля) 1905 года. Похоронен в Санкт-Петербурге на Новодевичьем кладбище .

## Награды
российские
- орден Св. Станислава 3-й ст. (1864)
- орден Св. Анны 3-й ст. (1866)
- орден Св. Станислава 2-й ст. (1869)
- орден Св. Анны 2-й ст. (1871)
- орден Св. Владимира 4-й ст. (1874)
- золотое оружие «За храбрость» (1878)
- орден Св. Владимира 3-й ст. (1885)
- орден Св. Станислава 1-й ст. (1888)
- орден Св. Анны 1-й ст. (1895)

иностранные
- австрийский орден Франца Иосифа, командорский крест (1874)
- прусский орден Короны 2-й ст. со звездой (1890).

## Семья
Женился на Софье Иосифовне Ковзан. Их дети:
- Мария (1879—1957)— супруга генерал-майора инженерно-технической службы Всеволода Михайловича Келдыша. Из семи их детей наиболее известны: математик, профессор Людмила Келдыш, музыковед, профессор Юрий Келдыш, академик Мстислав Келдыш.
- Николай (1888—1941)